# Куртна (Харьюмаа)
Ку́ртна (эст. Kurtna) — деревня в волости Саку уезда Харьюмаа, Эстония. Старейшина деревни — Арво Пярнисте (Arvo Pärniste).

## География и описание
Расположена в северной части Эстонии. На северо-востоке граничит с посёлком Кийза, на северо-западе с деревней Кирдалу, на западе — с Рообука и на востоке — с Тагади. Высота над уровнем моря — 44 метра.
Через Куртна протекает река Кейла, а также в деревне находится водохранилище Куртна.
На территории деревни находится часть заказника Куртна-Виливере, созданного в 2005 году для защиты среды обитания проживающих здесь выдр и толстых перловиц.
Климат умеренный. Официальный язык — эстонский. Почтовый индекс — 75518.

## Население
По данным переписи населения 2021 года, в Куртна насчитывалось 314 жителей, из них 309 (98,7 %) — эстонцы.
По данным переписи населения 2011 года, в деревне проживали 311 человек, из них 305 (98,1 %) — эстонцы.
Численность населения деревни Куртна по данным переписей населения:
| Год  | 1959 | 1970  | 1979  | 1989  | 2000  | 2011  | 2021  |
| ---- | ---- | ----- | ----- | ----- | ----- | ----- | ----- |
| Чел. | 141  | ↗ 149 | ↗ 188 | ↗ 310 | ↗ 335 | ↘ 311 | ↗ 314 |

## История
Первые упоминания о Куртна датируются 1350 годом. В 1750 здесь была построена мыза Куртна, первым владельцем которой был Георг Густав Таубе. В источниках 1530 упоминается как Kurtena, 1725 года — Kurna, в 1945 году — под названием Лийвамяэ (эст. Liivamäe).
В 1750 году от мызы Кирдаль (нем. Kirdal, Кирдалу, эст. Kirdalu mõis) была отделена мыза Куртна (нем. Kurtna, эст. Kurtna mõis), с 1789 года у обеих мыз был один владелец. В 1920-х годах, в результате земельной реформы, в центре национализированной мызы Куртна было основано поселение Куртна, которой после Второй мировой войны назвали деревней Куртна I (эст. Kurtna I), с 1977 года — деревня Куртна. Старинная деревня Куртна (Куртна II, эст. Kurtna II) с 1977 года относится к деревне Тагади.
В 1880 году в деревне была открыта начальная школа, просуществовавшая до 1976 года. Школа вновь была открыта в 1989 году.
В 1950-х годах главное здание мызы было снесено и на его месте Институтом ветеринарной медицины и животноводства Эстонии была построена птицеводческая опытная станция. В 1962 году началось строительство современного поселения для работников станции и открылся отдел института, занимающийся разведением птиц. 
Здание опытной станции было спроектировано архитектором Вальве Пормейстер, которая была награждена за него в 1971 году Государственной премией СССР.
Станция прекратила своё существование в 1996 году. Здание станции признано памятником архитектуры.

## Инфраструктура
В деревне есть детский сад и начальная школа, а также работает одна из четырёх библиотек волости.
В Куртна находится популярный парк развлечений и отдыха «Вембу-Тембумаа» («Vembu-Tembumaa»). В одном из строений бывшей мызы Куртна работает Мотоциклетный музей.

## Спорт
В деревне базируется федерация Эстонии по хоккею с мячом и клуб верховой езды «Kurtna Ratsaklubi». Проводятся соревнования по конному спорту «Kurtna Karika».

## Транспорт
В Куртна останавливается пригородный рейсовый автобус № 117, следующий из Таллина в Тагади, и коммерческий автобус № 219, следующий из Таллина в Аэспа.
Во время учебного года по рабочим дням в Куртна останавливаются автобусы местных линий № 12, 13,  15,  16, 21, 22 и 32.

## Галерея

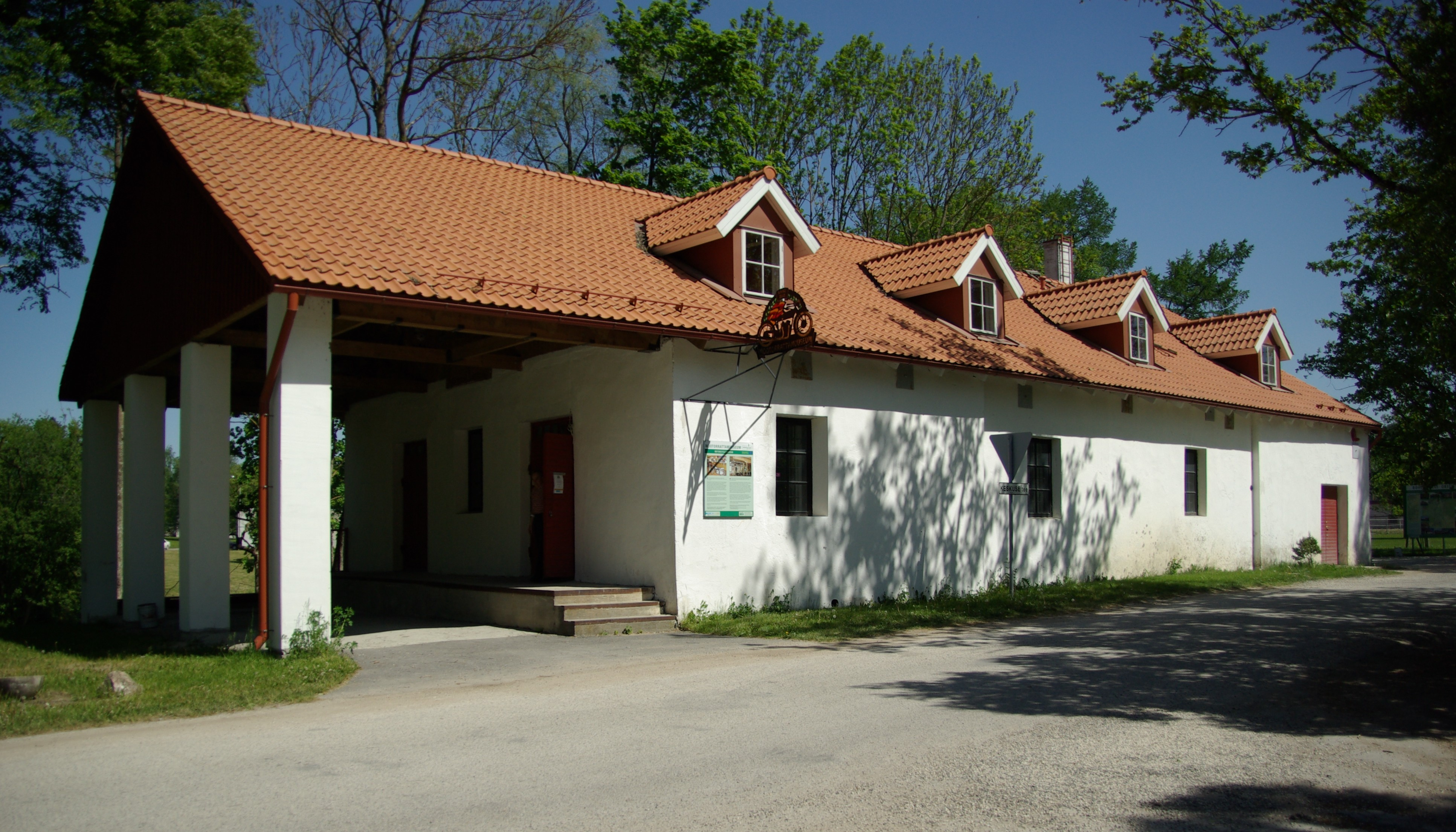
Мотоциклетный музей, бывшее строение мызы Куртна
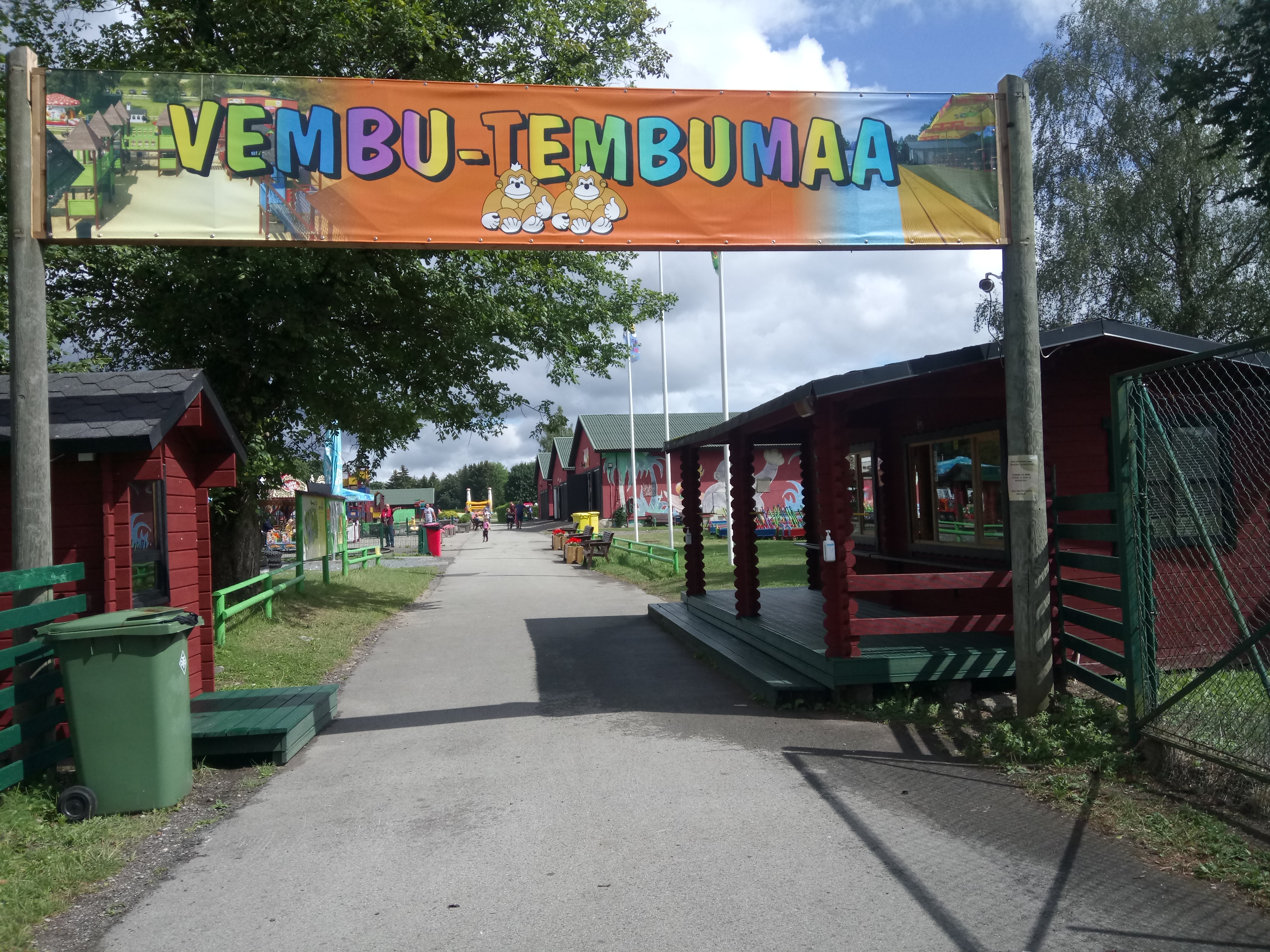
Вход в парк развлечений «Вембу-Тембумаа»
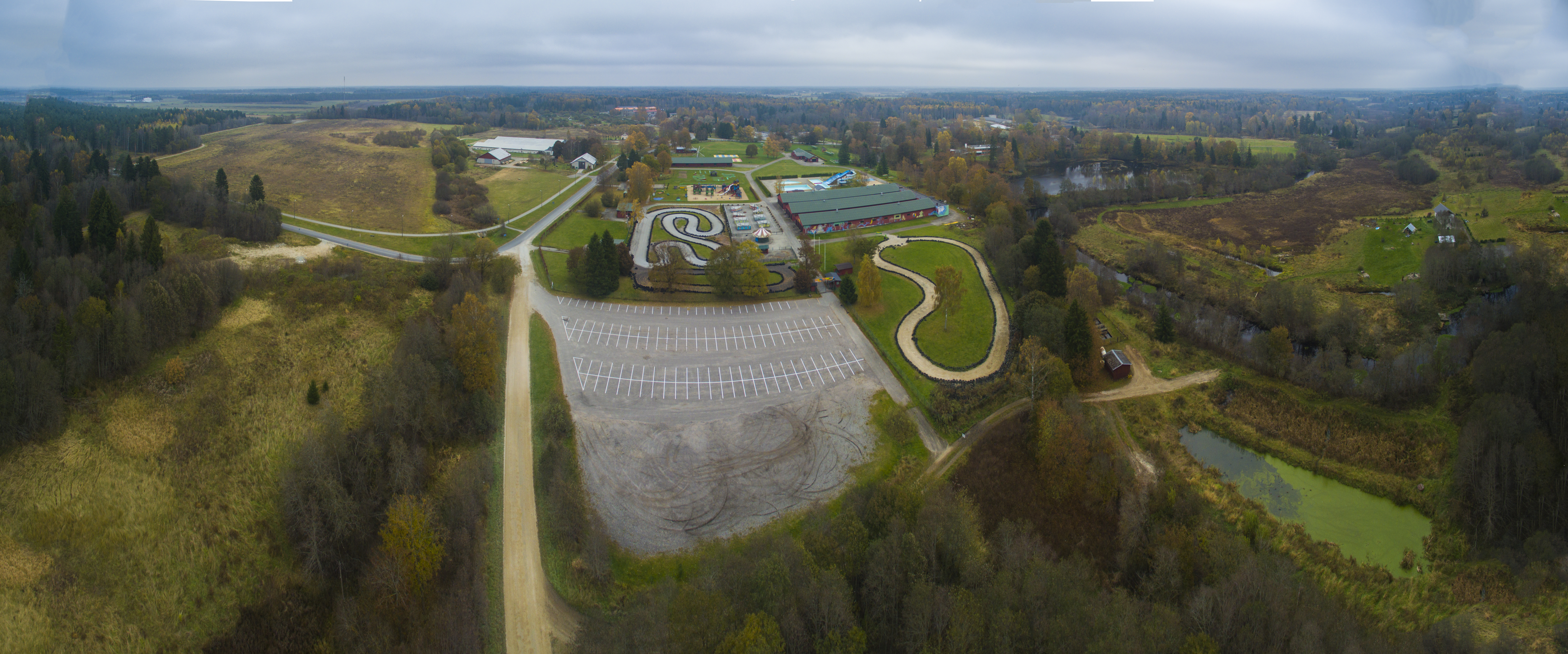
Парк развлечений «Вембу-Тембумаа», вид с дрона, 2015 год
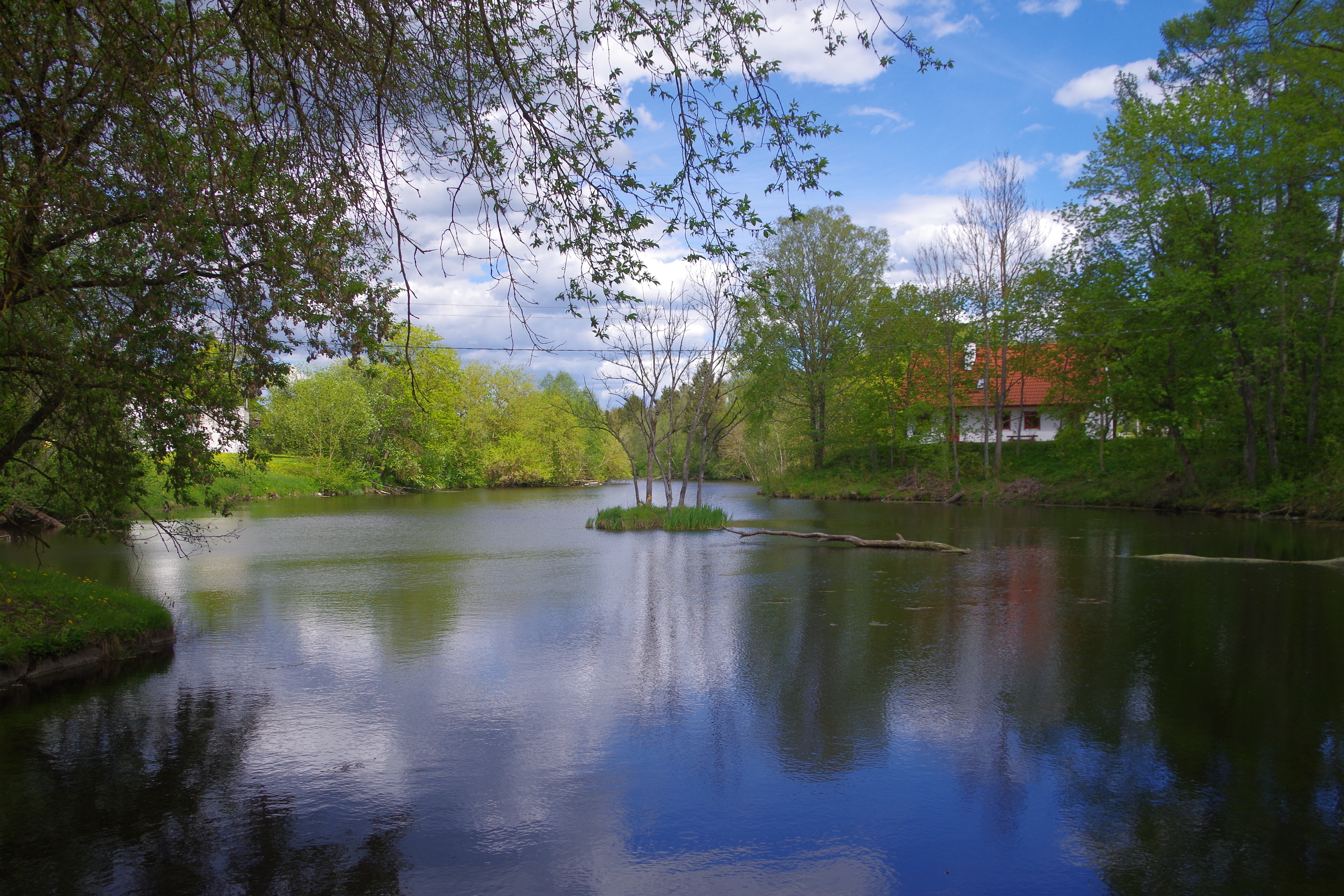
Водохранилище Куртна

## Комментарии
1. ↑  Эстонские топонимы, оканчивающиеся на -а, в русском языке не склоняются[9], а род получают по родовому слову, например, деревне присваивается женский род, хотя в эстонском языке нет категории рода.